# Twitch
Twitch（ツイッチ、トゥイッチ） は、Twitch Interactive（Amazon.comの子会社）が提供するライブストリーミング配信プラットフォームである。
2011年6月に総合的なライブストリーミング配信サイト Justin.tv から、コンピュータゲームに特化したプラットフォームとして派生して立ち上げられた。運営はサイト名と同名の組織が行っていたが、2014年8月、AmazonがTwitchを買収したことを正式に発表。それに関連して、Justin.tv の運営企業は Twitch に特化するため Twitch Interactive に社名を変更、2014年8月には Justin.tv は閉鎖された。また音楽に関連したストリーミングも行われている。2015年の Twitch による公表では、一月あたり150万人以上の配信者と1億人以上の視聴者が存在する。2016年8月17日にゲームコミュニティを運営しているCurse, Inc.を買収した。2018年5月時点で、Twitchには27,000以上のパートナーチャンネルがあり、2020年2月時点で、月間300万人の配信者数と1,500万人の日間利用者数（DAU）、140万人の平均同時接続利用者数（ACU）を擁している。

## 概要
コンシューマゲーム及びPCゲームといったゲームの生放送を中心としており、対象となるジャンルはゲームの実況プレイ、e-Sports大会やその他コンピュータゲーム（ビデオゲーム）に関連したイベントの配信である。配信はアーカイブが残せる仕様となっており、ライブ放送が終了した後でも視聴可能である。期間は14日までだが、Twitchパートナーを結んだ配信者、ないし月額サービスTwitchTurboに登録した場合は60日まで延長される。保持期間中にビデオマネージャーから「ダイジェスト作成機能」を使い、アーカイブをダウンロードして動画としてアップロードすることで無期限保存が可能。長時間配信したものも対応するが、アーカイブ化に際し配信時間換算で48時間ごとに1つの動画として区分けする形となる。
主要となるのは冒頭の通りコンピュータゲームの配信であるが、ASMRや、配信者の雑談・顔出しチャット・ダンス・その他雑多なもの（IRL：InRealLife）や、音楽やライブドローイングなどクリエイター向けの配信（Creative）も配信ジャンルに設定されている。これらのゲームタイトル個別や各配信ジャンルはカテゴリとして設定することができ、利用者側で興味のあるカテゴリをフォローすることも可能。
番組検索では様々なゲームタイトルが列挙されており、それらごとに配信されている番組数が把握できるようになっている。
ログインしたユーザーは配信にコメントやスタンプが可能で、特にユーザーが配信者へのスポンサー登録を行うことも可能となっている。また、「Bit」という、Twitch内での通貨を使用した投げ銭（チップ）も可能。チャットでの参加に関しては無条件、放送者側のフォロワー、メンバーシップ加入者、アプリ版での電話番号認証ユーザーのみなど、参加の条件を細かく設定することが可能。
Amazonからの買収後は、Amazonの各サービスと連携したコンテンツが用意されている。Amazon内で配信されている映像作品をtwitch内でプライム会員の視聴者と一緒に閲覧できる「ウォッチパーティー」が代表。
Twitch の利用者数はライブストリーミング全体の大きな割合を占めており、2013年10月には45万人のユニークユーザーがサイトを訪れており、また2014年2月にはアメリカ合衆国で4番目に大きなインターネットトラフィックであった。
サービス開始当初から他の配信サービスとの同時配信は黙認されていたが、2023年6月の規約改正によりTiktokやインスタライブ等のモバイル端末中心系およびショートライブを除いた他社サービスとの同時配信は控える旨が通達され、同年10月22日に行われたコンベンション「TwitchCon」での発表においてガイドラインに沿った一定条件下であれば同時配信を認める規約改定が通達された。

## 歴史

### 創業期、初期成長（2007年～2013年）
2007年にJustin.tvがジャスティン・カンとエメット・シアらによって立ち上げられたとき、サイト内はいくつかのコンテンツカテゴリに分けられていた。特にゲームカテゴリーは急速に成長し、サイトの中で最も人気のあるコンテンツとなった。2011年6月、Justin.tvは"twitch gameplay"という言葉に触発されて、ゲームコンテンツを「TwitchTV」としてスピンオフさせることを決定し、2011年6月6日にパブリックベータ版として「TwitchTV」が正式にサービス開始した。それ以来、Twitchは毎月3,500万人以上のユニーク訪問数を獲得した。Twitchの従業員は2013年6月には約80人だったが、2013年12月には100人に増えている。本社オフィスはサンフランシスコの金融街にあった。
創業期のTwitchは、2012年に（Justin.tvによって調達した700万米ドルに上乗せして）1,500万米ドル、2013年には2,000万米ドルとベンチャーキャピタルからの多額の投資に支えられていた。2013年末までに行われた3回の資金調達では、Draper Associates、Bessemer Venture Partners、Thrive Capitalなどの投資家が参加している。ベンチャーキャピタルからの資金流入に加え、2013年には会社が黒字化したと考えられている。
特に2013年初頭に直接的な競合サービスであるOwn3d.tvが閉鎖されて以来、Twitchは最も人気のあるEスポーツ配信サービスとなり、部では同サイトが「市場をほぼ独占している」と結論づけられている。YouTubeやDailymotionなどの競合する動画共有サイトは、Twitchに対抗するためにゲームコンテンツの注目度を上げ始めたが、これまでのところ影響はかなり小さい。2013年半ばの時点で、Twitchの月間視聴者数は4,300万人を超え、平均的な視聴者はTwitchを1日に1時間半視聴している。2014年2月までに、Twitchは米国のピーク時のインターネット・トラフィック元として、Netflix、Google、Appleに次ぐ第4位となった。Twitchは、ピーク時の米国のインターネットトラフィック全体の1.8%を占めていた。
2013年後半、視聴者数の増加に伴い、Twitchはヨーロッパ地域でラグや低フレームレートの問題を抱えるようになる。その後、Twitchは同地域に新たなサーバーを追加した。また、これらの問題に対処するため、Twitchは、従来のシステムよりも効率的であるとされる新しいビデオシステムを導入した。当初、この新しいビデオシステムは、ストリームの大幅な遅延を引き起こし、配信者と視聴者のコミュニケーションを妨げるため、ユーザーから批判された。Twitchのスタッフは、遅延の増加は一時的なものである可能性が高く、当時はバッファリングの減少とのトレードオフとして許容できるものであったと述べている。

### 成長期、YouTubeによる買収の思惑（2014年）
2014年2月10日、Twitchの親会社（Justin.tv, Inc.）は、同社の主要事業としてJustin.tvよりも同サービス（TwitchTV）が目立つようになったことを反映して、Twitch Interactiveへと社名変更した。同月、チャットコマンドをゲーム内操作に変換するシステムを使って「Pokémon Red」をプレイする「Twitch Plays Pokémon」と呼ばれる配信が流行した。2月17日までに、このチャンネルの総視聴回数は650万回を超え、平均同時視聴者数は6～7万回で、少なくとも視聴者の10％がチャットコマンドに参加していた。マーケティング部門の副部長であるマシュー・ディピエトロは、この配信について「ビデオゲームが、ゲーム制作者の意図を超えたエンターテインメントと創造性のプラットフォームになったことを示す一つの例です。ビデオゲームと生配信、そして参加型のユーザー体験を融合させることで、放送主はTwitchコミュニティのためにカスタムメイドのエンターテイメントハイブリッドを作り上げました。これは素晴らしいコンセプトの証明であり、今後の展開が期待されます」と述べている。2014年の開催から、Twitchは「Electronic Entertainment Expo（E3）」の公式ライブ・ストリーミング・プラットフォームになった。
2014年5月18日、エンターテイメント産業専門の業界紙Varietyは、GoogleがYouTubeの子会社を通じてTwitchを約10億米ドルで買収する予備的な合意に達したと報じた。
2014年8月5日、オリジナルサイトである「Justin.tv」は、Twitchにリソースを完全に集中させる必要があることを理由に、突然運営を停止した。2014年8月6日、Twitchは新しいアーカイブシステムを導入し、チャンネル内の過去配信からのハイライト動画へのマルチプラットフォームでのアクセス、より高品質のビデオ、サーバーのバックアップの増加、新しいVideo Managerインターフェイスを導入した。技術的な限界とリソース上の要請から、新システムにはいくつかの後退が見られた。放送全体を無期限にアーカイブする（「永久保存」）オプションが削除されたため、最大14日間（パートナーおよびターボ加入者は60日間）までしか配信動画を保存できなくなった。さらに、Twitchは著作権フィンガープリントシステムを導入し、著作権で保護された曲を検出した場合、アーカイブされた動画クリップ内の音声をミュートするようになった。

### Amazon.comの子会社として（2014年～現在）
2014年8月25日、Amazon.com社はTwitch Interactive社を9億7000万米ドルで全額現金によって買収した。報道機関によると、噂されていたGoogleとの交渉が決裂し、Amazon.comが入札を行うことができたと報じられており、フォーブスは、Googleが、Googleを取り巻く潜在的な独占禁止法上の懸念と、既存のYouTubeの所有権のために、この取引から手を引いたと報じていた。この買収は2014年9月25日に完了した。買収時に2％の株式を所有していたテイクツー・インタラクティブ社は、2,200万ドルの株式売却益を得た。
アマゾンの傘下になった後も、シアは引き続きTwitch Interactive社の最高経営責任者（CEO）を務め、2018年1月にはサラ・クレメンスが最高執行責任者（COO）として経営陣に加わった。シアは、今回の買収の「魅力」として、Amazon Web Services（AWS）のプラットフォームを挙げ、Amazonが「メディア業界の大手企業との関係を築いている」ことから、特にコンテンツライセンスの分野でサービスの優位性を発揮できると述べた。Twitchの買収は、Amazonが近年実施したビデオゲーム関連の買収としては3件目となり、これまでにReflexive Entertainment社とDouble Helix Games社を買収している。
2014年12月9日、Twitchは、Eスポーツチーム「Evil Geniuses」と「Alliance」を所有する組織「GoodGame Agency」を買収したことを発表した。 2015年3月、Twitchは、何者かが一部のTwitchユーザーのユーザー情報に「不正なアクセスを得た」と報告した後、すべてのユーザーのパスワードをリセットし、外部のTwitterやYouTubeアカウントへの接続をすべて無効にした。
2016年6月、Twitchは「Cheering」と呼ばれる新機能を追加した。これは「ビッツ（Bits）」と呼ばれるサイト内通貨を使ってマイクロトランザクションとして購入する特殊な形の顔文字を指す。 ビッツはAmazon Payを利用して購入し、応援したいチャンネルへの寄付機能として利用できる。また、ユーザーは、チャンネル内での寄付金額に応じてバッジを獲得することができる。
2016年8月16日、Twitchはオンラインビデオゲームコミュニティやゲーム向けVoIPソフトウェアを運営するCurse, Inc.を買収した。2016年12月、GoodGame Agencyは利益相反の懸念があるため、Amazonから個別に売却された In December 2016, GoodGame Agency was divested by Amazon to their respective members due to conflict of interest concerns.。 2016年9月30日、Twitchは、Amazonプライムに加入しているアクティブユーザー限定のプレミアム機能を提供するサービス「Twitch Prime」を発表した。「Twitch Prime」には、広告なしの配信、アドオン・コンテンツ（Game loot rewards）の無料提供、ゲーム料金の割引などが含まれている。アドオン・コンテンツの対象となるゲームとしては『Apex Legends』『Legends of Runeterra』『FIFA Ultimate Team』『Teamfight Tactics』『Mobile Legends』『Bang Bang』『Doom Eternal』などがある。
2017年8月、Twitchは動画インデックス作成プラットフォームClipMineを買収したことを発表した。
2019年9月、Twitchはビデオゲームの詳細をカタログ化するInternet Movie Database（IMDb）と同様の機能を持つユーザー主導型のウェブサイトInternet Games Database（IGDB）を買収した。Twitchは、このデータベースサービスを利用して、自社の内部検索機能を向上させ、ユーザーが興味のあるゲームをより発見しやすくすることを計画している。2019年9月26日、Twitchは新しいロゴおよびサイトデザインを発表した。このデザインに伴い、新しい広告キャンペーン「You're already one of us」が実施され、プラットフォーム内のコミュニティメンバーが促進が図られた
。2019年12月にTwitchは知名度の高いストリーマーと独占契約を締結し始めた。
Twitchは2020年5月に、ストリーマー、学者、シンクタンクなどから構成される安全諮問委員会（英: Safety Advisory Council）を設立した。この組織では、モデレーション、ワークライフバランス、地域コミュニティの利益保護に関するガイドラインをプラットフォーム用に策定することを目的としている。
2020年8月、Twitch PrimeはPrime Gamingへと改名され、Amazon Prime系列の他サービスとより近い位置づけとなった。
2021年5月、Twitchは配信カテゴリーを詳しく分類するために350以上の新しいタグを導入すると発表した。新たに導入されたタグには、性自認、性的自認、障害のための細かいタグや、新しい種類のジャンル（バーチャルストリーマーなど）のためのタグも含まれている。障害やLGBT向けのタグは、ビデオゲームのアクセシビリティ慈善団体AbleGamersとSpecialEffect、LGBT団体GLAADとThe Trevor Projectとの協議の上、開発された。
2021年10月6日、匿名のハッカーが、TwitchクライアントやAPIのソースコード、2019年8月以降に約240万人のストリーマーに支払われた報酬の詳細など、Twitchの「全体」をリークしたと発表した。128GBのトレントリンクを4chanに投稿した匿名のユーザーは、約6000の内部Gitリポジトリからのソースコードを含むこのリークは、より大きな情報公開の「パート1」にすぎないと述べている。このリーク情報には、配信サービスSteamの競合となることを意図した「Vapor」というコードネームのデジタルストア計画の詳細や、Twitchからストリーマーが受け取った報酬に関する詳細も含まれていた。Twitchは、「悪意のある第三者」によるサーバーの誤設定に起因するデータ漏洩に見舞われたことを認めた。Twitchは、ハッカーの侵入によってログイン情報やクレジットカード情報が盗まれた形跡は見つからなかったものの、予防措置としてすべてのストリームキーをリセットすると発表した。
2023年3月16日、シアがTwitchのCEOを退任することを発表。後任は2019年からTwitchの社長を務めてきたダン・クランシーに引き継がれた。
2023年12月、韓国でのサービス提供を2024年2月27日付で終了する事を発表した。Twitchによると、韓国でのネットワーク料金は国外と比較して約10倍と高額になっており、その結果、同国において多額の損失を計上したのを機に同国からの撤退を決定したとしている。
2024年3月、利用率の低下を理由として、2020年から提供していたウォッチパーティ機能を2024年4月2日で終了することを発表した。

## コンテンツ
Twitchは、Eスポーツ大会、ゲームプレイヤーの個人配信、ゲーム関連のトークショーなどのコンテンツのプラットフォームとして設計されている。スピードラン（RTA）の生配信を行うチャンネルも多数ある。Twitchのホームページでは現在、視聴率に基づいてゲームが表示されている。 2021年11月現在、Twitchで配信されている最も人気のあるゲームは、『League of Legends』『Grand Theft Auto V』『Counter-Strike: Global Offensive』『Minecraft』『Apex Legends』『VALORANT』『FIFA 22』『Call of Duty』である。
Twitchはゲーム以外のコンテンツ展開も行っている。2013年7月にはサンディエゴで開催されたコミコンから「Fester's Feast」のパフォーマンスをストリーミング配信したり、2014年7月30日にはスティーヴ・アオキがイビサ島のナイトクラブからエレクトロニック・ダンス・ミュージックのライブパフォーマンスを配信したりしている。2015年1月、Twitchは、ラジオ番組や音楽制作活動などの音楽配信の公式カテゴリーを導入し、2015年3月には、マイアミで開催されるエレクトロニック・ミュージック・フェスティバル「Ultra Music Festival」の新たな公式ライブ・ストリーミング・パートナーになることを発表した。
2015年10月28日、Twitchはゲーム以外の2つ目のカテゴリーとして、芸術作品や創作物を展示する配信を対象とした「クリエイティブ（Creative）」を開始した。また、この発表のプロモーションとして、画家のボブ・ロスがホストを務める番組『ボブの絵画教室』を8日間にわたって連続配信した。2016年7月、Twitchはベータ版として「Social eating」カテゴリーを導入した。これは韓国で流行していた「モクバン」に触発されたカテゴリーで、韓国のゲーマーたちが配信の休憩時間にモクバンの練習を行っていたことに由来する。
2017年3月、Twitchは「IRL（InRealLife）」カテゴリーを追加した。このカテゴリーは、Twitchのガイドラインの範囲内で、サイト内に既に用意されている他カテゴリー（Lifelogsなど）に該当しないコンテンツを対象としている。 2019年12月、GeekWireは、「Twitch経由で放送されるコンテンツの大部分は依然としてゲームプレイが占めているが、12月（2019年）には、ざっくばらんな日常会話からリアリティ番組までを包括するカテゴリーである「雑談（Just Chatting）」が、他カテゴリを引き離してトップに立った。このカテゴリーはここ2～3カ月の間、上昇傾向にあったが、プラットフォーム上で集計が行われた期間において、総合1位を達成したのは今回が初めてである。」と報じている。
2020年、ThrillistはTwitchを「極めてオンラインな人々のためのトークラジオ」と表現した。2021年、マイケル・エスピノサはBusiness Insiderの記事の中で、「Twitchはライブコンテンツの分野を支配しており、昨年の視聴時間は170億時間（StreamElements社調べ）で、YouTube Gaming Liveの100億時間（同社調べ）と比べても遜色ない。しかし、ゲームコンテンツの大部分は依然としてオンデマンドで消費されており、YouTubeは昨年1,000億時間以上の視聴時間を記録したことから明らかなように、この分野をリードしている」と述べている。

### 教育
Twitchはビデオゲームのチュートリアルによく使われている。Twitchの性質上、大量の学習者がリアルタイムで他の利用者や講師と交流することができる。また、Twitchはソフトウェア開発の学習にも使われている。

### チャリティー
Twitchの配信者は、チャリティのためのプロモーション企画や募金活動のための配信イベントを頻繁に開催している。2013年までに、「Extra Life 2013」など、合計で800万米ドル以上の寄付金を集めるイベントが開催された。2017年までに、Twitchは7500万米ドル以上の寄付金を集めている。Twitchの最大のチャリティーイベントは、Adrien NougaretとAlexandre Doucharyが設立したフランスのプロジェクト「Zevent」で、2020年10月にアムネスティ・インターナショナルの元へ690万米ドル以上の寄付金が集められた。

### Eスポーツ
ESLが主催する『CS:GO』『StarCraft II』『Warcraft II』のプロリーグおよび競技トーナメントは、2009年からJustin.tvおよび後継サイトのTwitch.tvで放送されている。
また、Twitchは対戦型格闘ゲームの国際大会「Evolution Championship Series（EVO）」を毎年ライブ中継している。
Twitchは、2012年から「League of Legends World Championship」の公式放送を行っており、Riot Gamesが主催するその他の『League of Legends』公式大会もライブ配信している。
『Dota 2』のプレミアトーナメント「The International」は、2013年からTwitchでライブストリーミングされている。
Twitchでは、2016年からPsyonixが主催する『ロケットリーグ』のトーナメントを放送している。ELeagueのイベントも2016年からTwitchで放送されている。
TwitchとBlizzard Entertainmentは2017年6月に2年間の契約を結び、TwitchがBlizzardの一部のEスポーツ大会を独占配信するプラットフォームとなり、Twitch Primeに加入している視聴者はBlizzardの様々なゲームで特別報酬を獲得できるようになった。また、Twitchは2018年に「Overwatch League」のストリーミングパートナーとなる契約を結び、同サイトでは『Overwatch』の限定コンテンツ、エモート、ゲーム内アイテムを含む「All-Access Pass」も提供している。Blizzardは2020年にTwitchの競合相手であるYouTubeへと配信パートナーを変更した。
「E3 2018 Fortnite Pro-Am」や「2019 Fortnite World Cup」などの『Fortnite』の大会は、2017年の発売以来Twitchで放送されている。
「NBA 2Kリーグ」は、2018年の開始以来、Twitchでライブストリーミングされている。

### プロスポーツ
2017年12月、ナショナル・バスケットボール・アソシエーション（NBA）は12月5日より「NBA Gリーグ」の試合をTwitchで配信すると発表した。放送では、インタラクティブな統計情報の表示や、Twitchのパーソナリティーによる解説付きの試合の別配信も行われる。2018年4月、Twitchは、2018年から2021年にかけて、NFLの「Thursday Night Football」で行われる11試合を配信することを発表した（2020年以降、AmazonとNFLによる配信契約の一環として音声放送も視聴可能となった）。これはNFLがAmazon Prime Videoとのストリーミング契約を更新したためであり、2017年シーズンまではNFLの試合中継は、Amazon Primeの購読者に限定されていた。
2021年3月18日、Amazonはナショナル・フットボール・リーグ（NFL）と独占契約を結び、TwitchとAmazon PrimeがリーグのTNFの全試合（計15試合）に加えて、年1回のプレシーズンゲーム、シーズン後半のサタデーゲーム、ワイルドカードのサイマルキャストの配信が解禁された（シーズン後半の土曜日の独占試合は2020年と2021年のシーズン中に追加された）。
2019年1月、米国のプロレス団体「Impact Wrestling」は、米国のケーブルネットワークPursuit Channel（同プロモーションの親会社であるAnthem Sports & Entertainmentとの共同所有）によるテレビ放送とのサイマルキャストで毎週放送している番組「Impact！」をTwitchで配信することを発表した。
2019年9月5日、全米女子ホッケーリーグ（NWHL）は、Twitchと3年間の放送権契約を発表。TwitchでNWHLのすべての試合とリーグイベントが配信可能になった。この契約には、TwitchとNWHL選手会との間で選手へのレベニューシェアに関する合意も含まれており、NWHLが（放送局、配信プラットフォームから）放映権料を受け取るのは初めてである。2020年3月、 全米女子サッカーリーグ（NWSL）はTwitchがアメリカとカナダでシーズンごとに24試合をストリーミング配信し、オリジナルコンテンツを共同制作し、アメリカとカナダ以外のすべての試合の権利者となる3年契約を発表した。
2020年6月20日、Amazon Prime Videoのリーグ現地放映権の延長として、イギリス国内のTwitchでプレミアリーグ4試合分のパッケージコンテンツがストリーミング配信されることが発表された。Amazon Prime Videoでは、COVID-19の流行による続行試合や無観客試合のために、2019-20シーズンの残りの全試合を放映し、これらの試合の一部を無料で配信した。
2020年7月16日、米国のラジオ放送会社Entercomは、主要市場のスポーツトーク局による一部の番組をTwitchチャンネルでビデオ・シミュレーション配信する共同事業を発表した。 2020年7月22日、Twitchは「スポーツ（Sports）」カテゴリーを正式に立ち上げ、主にスポーツリーグやチームが配信コンテンツのホスト役を務めている。
スペインのサッカー選手ジェラール・ピケが保有するメディア会社KosmosとTwitchストリーマーのIbai Llanosとのパートナーシップの下、2021年シーズンのコパ・アメリカの試合がスペイン国内のTwitchで放映された。
2021年5月、オリンピックの放映権を持つNBCがTwitchと提携し、Twitch上で2020年東京オリンピックを配信すると発表した。Twitchではハイライトの放送や、選手へのインタビューや生配信などが行われる。またNBCのゴールデンタイムの放送でTwitchクリエイターが、ストリーミングプラットフォームと放送ネットワークの共同視聴を促進するコメントなどを発信していく予定。。

### エモート
Twitchの特徴として、多種多様な「エモート」を挙げられる。「エモート」には、すべてのユーザーが無料で使えるエモート、Turboユーザー向けのエモート、Twitch Primeユーザー向けのエモート、Twitchのパートナーやアフィリエイトに加入しているユーザー向けのエモートがある。2015年10月までにTwitchで最も使用されているエモートは「Kappa」である。Twitchパートナーの配信者は、チャンネルごとの購読者数（サブスク数）に応じて最大50個まで「エモート・スロット」をアンロックできる。
2021年1月6日、Twitchは、2018年に同プラットフォームで3番目に多く使用されたエモート である「PogChamp」（興奮、喜び、ショックを表現するためのエモート）を削除したと発表した。この決定は、「PogChamp」の元ネタとなったストリーマーのRyan "Gootecks" Gutierrezが、2021年に起きたデモ参加者の死を理由とした米国連邦議会議事堂襲撃事件の際に、市民の不安を煽るようなコメントをした件を受けたものである。Twitchは、この顔文字に代わる適切なエモートをコミュニティに求める予定であると発表し、2月12日、視聴者コミュニティによって「KomodoHype」が新しい「PogChamp」エモートとして選出された。

## コミュニティ

### ストリーマー（配信者）
ストリーマーのNinjaは、1400万人以上のフォロワーを持つTwitchのトップパーソナリティの一人だった。しかし、2019年8月にNinjaはマイクロソフト傘下の競合他社であるMixerに独占的に移行することを発表した。Ninjaが去った後、2019年10月時点のフォロワー数に基づくストリーマーTOP3は、Tfue（701万人のフォロワー）、Shroud（645万人のフォロワー）、TSM Myth（510万人のフォロワー）であった。以降、2019年12月に行ったDrLupo、TimTheTatman、Lirikとの独占契約 を皮切りに、Twitchは知名度の高いストリーマーと独占契約を結び始めた。Dr DisRespectは2020年3月にTwitchと複数年契約を結んだ。2020年5月、Twitchは人気ストリーマーのSummit1g、dakotaz、JoshOGと複数年の独占契約を結んだ。2020年6月26日、Dr DisRespectは原因不明の理由でTwitchから追放（BAN）され、彼のチャンネルも削除された。2020年7月末にMixerが廃止したことを受けて、（Mixerに移行していた）NinjaとShroudの両名はTwitchとの独占契約を再度結んだ。
2022年3月時点で、チャンネルの同時購読者数が10万人を超えたストリーマーは、Ninja、Shroud、Ranboo、Ludwig Ahgren、Casimito、アイアンマウスの6名である。2021年4月、Business Insiderは、「ゲームパーソナリティのTyler 'Ninja' Blevins氏が持つ269,154人の購読者数記録を破ろうと、Ahgrenは過去31日間、ノンストップでストリーミングを行った。1ヵ月間の配信が終了した時点で、Ahgrenのチャンネル購読者数は28万2,000人を超えていた。（中略）Ahgrenが睡眠している時でも、彼のチャンネルはプラットフォーム上で最も同時視聴者数が多いタイミングがあった。」と報じた。2021年8月、DrLupoはYouTubeとの独占配信契約のためにTwitchを離れ、TimTheTatmanも2021年9月に同様の契約をした。ワシントン・ポスト紙のネイサン・グレイソン記者は、「2019年にTwitchストリーマーがMixerに移った際、Twitchは複数のストリーマーをすぐに独占契約で囲い込んだが、Mixerに移ったストリーマーの視聴者数は、著しいダウンサイジングに陥った。これにより、Twitchコミュニティ内の多くの視聴者は、お気に入りの大物ストリーマーを奪われた場合、代わりになる他のTwitchストリーマーを見つけるだけだということが実証された。いま現在、Twitchは自信を持って配信契約の交渉に臨んでいる。この出来事によって、ストリーマーが強い影響力を持っていた時期に行われた過去の契約を見直すことができる。」とコメントしている。グレイソンは、Twitchからのオファー金額が低いことと、Twitchによる配信時間の要件が高いこと（「YouTubeとの配信契約では月100時間から交渉が始まるが、Twitchでは月200時間から交渉が始まる」）が相まって、YouTubeとの独占契約が一部のTwitchストリーマーにとって「魅力的である」と報じた。グレイソンは「YouTube Gamingの責任者であるRyan Wyatt氏は、ストリーマーがより良いワークライフバランスを取れるように努めることが、彼にとって大きな優先事項であると述べている」と書き、DrLupoがTwitchを離れる決断をした要因の一つとしてワークライフバランスを挙げている。
2021年10月に発生したデータ流出事件の分析では、複数の報道機関が、Twitchのコンテンツ・クリエーターの収入上位3人は、Critical Role（9,626,712ドル）、XQc（8,454,427ドル）、Summit1g（5,847,541ドル）であると報じた。KotakuのSisi Jiangは、「複数人で運営している配信番組（Critical Roleなど）を除くと、収入の多いTwitchのコンテンツ・クリエイターの上位3分の1に女性はいない」と報じている。実際、収入上位100人の中に女性配信者は合計で3人しかおらず、有色人種の女性は1人しかいなかった。Jiangは、上位100人に含まれた女性ストリーマーが「39位の"Pokimane"（『VALORANT』のゲーム配信者）、48位の"Amouranth"（コスプレイヤー）、71位の"Sintica"（ミュージシャン）」であることを強調し、「ホットタブメタ（"hot tub meta"）やおっぱいストリーマー（"titty streamers"）に対する苦情や不満、女性ストリーマーが男性から再生回数を奪っているという一部の男性ストリーマーの認識にもかかわらず、数字を見ると、Twitchで最も稼いでいるコンテンツ・クリエイターの中には、ごく一部の女性しかいない」とコメントしている。

### ユーザー（利用者）
2010年代初頭には、Twitchの典型的な視聴者は男性で、年齢は18歳から34歳であると報告されていたが、女性を含む他の視聴者層を取り込もうとする試みも行われている。2015年までにTwitchの月間視聴者数は1億人を超えた。2017年、Twitchは米国におけるビデオゲームのライブストリーミング動画サービスのトップを維持した。GeekWireは、「ストリーミング市場におけるTwitchの全体的なシェアは、2018年12月の67.1％から2019年末の61％へと、1年の間に減少しているが、市場全体が着実に成長しているということは、同サービスで視聴されるコンテンツの全体的な量は増加する一方であることを意味する」と報じていた。学術雑誌に掲載された論文「World of Streaming. Motivation and Gratification on Twitch」では、2017年に行われたTwitchのユーザー調査の結果が報告されている。ユーザーの利用動機をランキング調査したところ、「楽しむため」「ゲームイベントを追うため」「テレビの代わりとなるため」がTwitchを視聴するためのモチベーションとなっていた（降順）。「社会化」と「情報」のカテゴリに分類された動機は、「娯楽」のカテゴリに分類された動機よりも低い順位となった。
2020年2月時点で、月間300万の配信チャンネルと月間1,500万人のデイリーアクティブユーザー（Daily Active Users、DAU）、140万人の平均同時接続利用者数（Average Concurrent Users、ACU）を擁している。市場および消費者データを専門とする調査会社Statista社は、「2020年5月時点で、米国におけるTwitchのアクティブアプリユーザーアカウントの4分の3以上を10代と20代のユーザーが占めている。最近のデータによると、20代のユーザーがAndroidプラットフォーム上のビデオストリーミングアプリの利用者人口の40.6％を占めていた。」と報告している。また、「2021年第2四半期時点の米国におけるTwitchの利用者分布」では、男性75％・女性25％であると報告している。
Twitchでは、誰でもライブ配信を見ることができ、視聴者がログインする必要はない。また、ユーザーは、配信者をフォローしたり、購読（サブスクライブ）することができる。「フォロー」は、InstagramやTwitterなどの他のプラットフォームと同様に無料のオプションで、ユーザーがサインインするとTwitchのトップページにフォローした配信者一覧が表示され、放送開始の通知を受け取ることができる。「購読（サブスクライブ）」は、個々の配信者が決めているチャンネル限定の購読特典と引き換えに、ユーザーが配信者を金銭的に支援する方法である。

### パートナーおよびアフィリエイトプログラム
2011年7月、Twitchはパートナープログラムを開始した。2015年8月までに全世界で11,000人以上のTwitchパートナーが誕生した。
YouTubeなどの動画共有サイトにおける他のパートナープログラムと同様に、Twitchのパートナープログラムに参加することで、人気のあるコンテンツ制作者（配信者）は自分の配信から得られる広告収入をTwitchと共有できる。さらに、Twitchパートナーとなった配信者のチャンネルは月額4.99米ドルで購読（サブスクリプション）することが可能になり、チャンネルの購読ユーザーはユニークな顔文字やライブチャットサービスといった様々な特典を得ることができる。4.99米ドルのチャンネル購読料のうち2.49米ドルはTwitchへ支払われ、残りの2.50米ドルは配信者に直接支払われる。例外はあるが、過去にはTwitchパートナーの条件として「平均同時視聴者数500以上」および「週3日以上の一貫した配信スケジュール」が配信者に要求されていた。しかし、「Achievements（実績）」機能が開始されてからは、同時視聴者数、配信の継続時間と頻度に関する追跡可能な目標による、明確なガイドラインとして「パートナーシップへの道（"Path to Partnership"）」が用意されている。
2017年4月、Twitchは小規模なチャンネルでも収益を上げることができる「アフィリエイトプログラム」を開始し、各チャンネルが複数の価格帯（ティア, Tier）の購読（サブスクリプション, Subs）を利用できるようにすることも発表した。アフィリエイトプログラムの参加者は、部分的にはパートナープログラムと同じ恩恵を得ることができる。視聴者がTwitchから直接購入するビッツ（Bits ）による投げ銭を受け取ることで、配信者はチャンネルから収益を得ることができる。アフィリエイトプログラムに参加する配信者は、Twitchパートナーが使うものと同じ購読（サブスクリプション）機能を利用することができ、チャンネル購読者だけが使えるエモートを最大5個まで作れる。2019年9月、Twitchはアフィリエイトプログラムの参加者も広告収入を受け取れるようになったと発表した。
Twitchのサイト内広告は、多くのパートナー企業によって取り扱われている。2011年、TwitchはFuture USと独占契約を結んだ。2012年4月17日、TwitchはCBS Interactiveと広告販売・プロモーション・スポンサーシップに関する独占契約を結んだと発表した。2013年6月5日、CBS Interactiveの広告販売業務を引き継いだ新しい社内広告販売チーム「Twitch Media Group」の設立をTwitchが発表した。
購読者ではない一般ユーザーには、配信チャンネルやTwitch Turboにおいて、プレロール広告や配信者が手動で操作するミッドロール広告が表示される。2020年9月、Twitchは、配信者が手動操作できない自動ミッドロール広告を配信上でテストすることを発表した。

## 日本における展開
2014年9月、Twitterアカウント（@TwitchJP）を開設し、日本語によるカスタマーサポートを行う。
2015年、中村鮎葉が米国法人Twitch Interactive, Inc.に日本人として初めて入社。9月に行われた「東京ゲームショウ2015」で、親会社であるAmazonと共同でブースを初出展。日本市場に本格進出を果たし、日本語対応など機能のローカライズを行う。
2017年7月20日、Twitch Japan合同会社を設立し現地法人化。9月6日、日本市場への本格参入に向け、日本オフィスを東京都内に設立すると発表した。9月21日～22日、「東京ゲームショウ2017」の開催期間にあわせて、アジア太平洋地域（APAC）ディレクターのレイフォード・コックフィールド、シニア・ヴァイス・プレジデントのマイケル・アラゴンが来日。12月6日、Amazon PrimeとTwitchアカウントをリンクさせることによって利用できる特典サービス「Twitch Prime」の提供を日本国内で開始。
2018年9月、千葉・幕張メッセにて開催された「東京ゲームショウ2018」にてブース出展を行う。9月15日～17日、ダンスミュージックイベント「ULTRA JAPAN 2018」をTwitch JapanおよびAmazon Ultra Japan特設会場にてライブストリーミング配信する。
尚2012年8月、日本人初のパートナーシップ契約をしたのはMaya Melphariaである。

## TwitchCon
TwitchConは、Twitchとビデオゲームストリーミングの文化に特化した年1・2回のファンイベントである。初開催は、2015年9月25日から26日、サンフランシスコのモスコーニセンターで開催された。初回以降、TwitchConは毎年開催されている。第2回は、2016年9月30日～10月2日、サンディエゴのサンディエゴ・コンベンション・センターで開催された。 第3回は、2017年10月20日から22日まで、ロングビーチのロングビーチ・コンベンション・アンド・エンターテイメント・センターで開催された。 第4回は、2018年10月26日から28日まで、カリフォルニア州サンノゼのサンノゼ・マッケナリー・コンベンション・センターで開催された。
2019年、TwitchConは海外進出し、2019年4月にドイツ・ベルリンの「CityCube Berlin」でヨーロッパ初のイベント開催を行った。その後、2019年11月にサンディエゴで開催された北米のイベントと並行して、TwitchConは2020年5月にオランダ・アムステルダムでイベント開催を計画していたが、COVID-19のパンデミックのために中止された。また、2020年9月にサンディエゴで別のTwitchConイベントが計画されていたが 、これもCOVID-19のために中止された。

## Twitch Rivals
Twitch Rivalsは、Twitchのストリーマーや元プロゲーマーが参加するEスポーツ大会、オンライン対戦イベントである。2018年2月28日、初めてのTwitch Rivalsイベントが開催された。

## ネット検閲とブロッキング
2018年9月20日現在、中国ではTwitchのウェブサイトはブロックされており、モバイルアプリはApple App Storeからブロックされている。
インドでは、2020年にインディアン・プレミアリーグの試合を一部のユーザーがTwitch上で違法に配信していたため、2020年9月にリライアンス・インダストリーズ傘下の通信会社JioおよびインターネットサービスプロバイダーのJioFiberとHathwayによって、Twitchがブロックされたと報じられている。

## プラットフォーム展開
TwitchのCEOであるエメット・シアは、さまざまなプラットフォームに対応したいとの意向を表明しており、「人々がビデオを見るあらゆるプラットフォーム」に対応したいと述べている。Twitchのストリーミングアプリは、AndroidやiOSなどのモバイル端末、デジタルメディアプレーヤー、Fire TV、Fire HD、Apple TV、PlayStation 5、PlayStation 4、PlayStation 3、Xbox Series X/S、Xbox One、Xbox 360、Nintendo Switchなどのビデオゲーム機で利用することができる。
ユーザーは、OBSのようなスタンドアロン・ソフトウェア、EAのOriginソフトウェア、UbisoftのUplay、ValveのSteamなどのプラットフォームを通じて、Windows、MacOS、LinuxなどのOSからTwitch上で動画配信ができる。『EVE Online』、『PlanetSide 2』、『Call of Duty』シリーズなどのゲームも、Twitchに直接リンクされるようになった。2013年、Twitchはソフトウェア開発キットをリリースし、あらゆる開発者がTwitchのストリーミングサービスをソフトウェアに統合できるようになった。

### デスクトップアプリ
Twitchのデスクトップアプリ（Twitch Desktop App）は、2017年にCurse ClientとCurse Launcherに置き換わった。デスクトップアプリはTwitchサイト専用のブラウザを搭載し、CurseForgeサービスによる対応ゲームのMODインストールや管理、ボイスチャットなど、Curseソフトウェアから受け継いだ機能も追加されている。また、同ソフトは旧Twitch Game Storeのクライアントとしても機能している。
2020年6月、CurseForgeはOverwolf社に非公開の金額で売却された。現在のTwitchクライアントでのMOD管理は、スタンドアロンではないが専用のCurseForgeクライアントに移行される予定である。